# Biciklizam na OI 2012.
Biciklizam na OI 2012. u Londonu održavao se od 28. srpnja do 12. kolovoza. Domaćin za BMX bio je Londonski velopark, a za Brdski biciklizam Hadleigh Farm. Cestovni biciklizam startao je i završavao kod Buckinghamske palače, a ispred Palače Hampton Court bila je postavljena startna pozicija za natjecanja u cestovnom biciklizmu u utrci na kronometar.

## Rezultati

### Cestovni biciklizam
| Disciplina                 | Zlato                                  | Zlato    | Srebro                                   | Srebro       | Bronca                              | Bronca   |
| Cestovna utrka za muškarce | Alexander Vinokourov Kazahstan         | 5:45:57  | Rigoberto Urán Kolumbija                 | isto vrijeme | Alexander Kristoff Norveška         | 5:46:05  |
| Kronometar za muškarce     | Bradley Wiggins Ujedinjeno Kraljevstvo | 50:39.54 | Tony Martin Kolumbija                    | 51:21.54     | Chris Froome Ujedinjeno Kraljevstvo | 51:47.87 |
| Cestovna utrka za žene     | Marianne Vos Nizozemska                | 3:35:29  | Lizzie Armitstead Ujedinjeno Kraljevstvo | isto vrijeme | Olga Zabelinskaja Rusija            | 3:35:31  |
| Kronometar za žene         | Kristin Armstrong SAD                  | 37:34.82 | Judith Arndt Njemačka                    | 37:50.24     | Olga Zabelinskaja Rusija            | 37:57.35 |

### Brdski biciklizam
| Disciplina       | Zlato                   | Srebro                  | Bronca                        |
| Kros za muškarce | Jaroslav Kulhavý Češka  | Nino Schurter Švicarska | Marco Aurelio Fontana Italija |
| Kros za žene     | Julie Bresset Francuska | Sabine Spitz Njemačka   | Georgia Gould SAD             |

### BMX biciklizam
| Disciplina   | Zlato                    | Srebro                    | Bronca                    |
| BMX muškarci | Māris Štrombergs Latvija | Sam Willoughby Australija | Carlos Oquendo Kolumbija  |
| BMX žene     | Mariana Pajón Kolumbija  | Sarah Walker Novi Zeland  | Laura Smulders Nizozemska |

### Dvoranski biciklizam
| Kategorija             | Zlato                                                | Srebro                                                  | Bronca                                        |
| Muškarci sprint        | Jason Kenny                                          | Grégory Baugé                                           | Shane Perkins                                 |
| Žene sprint            | Anna Meares                                          | Victoria Pendleton                                      | Guo Shuang                                    |
| Muškarci dohvatna      | Ed Clancy Geraint Thomas Steven Burke Peter Kennaugh | Jack Bobridge Glenn O'Shea Rohan Dennis Michael Hepburn | Sam Bewley Aaron Gate Marc Ryan Jesse Sergent |
| Sprint žene ekipno     | Kristina Vogel Miriam Welte                          | Gong Jinjie Guo Shuang                                  | Kaarle McCulloch Anna Meares                  |
| Sprint muškarci ekipno | Philip Hindes Chris Hoy Jason Kenny                  | Grégory Bauge Michaël D'Almeida Kévin Sireau            | René Enders Maximilian Levy Robert Förstemann |
| Žene dohvatna          | Danielle King Laura Trott Joanna Rowsell             | Sarah Hammer Dotsie Bausch Jennie Reed                  | Tara Whitten Gillian Carleton Jasmin Glaesser |
| Kerin muškarci         | Chris Hoy                                            | Maximilian Levy                                         | Simon van Velthooven Teun Mulder              |
| Kerin žene             | Victoria Pendleton                                   | Guo Shuang                                              | Lee Wai Sze                                   |
| Omnium muškarci        | Lasse Norman Hansen                                  | Bryan Coquard                                           | Ed Clancy                                     |
| Omnium žene            | Laura Trott                                          | Sarah Hammer\|                                          | Annette Edmondson                             |